# Satan Takes a Holiday
«Satan Takes a Holiday» — альбом Антона Шандора Лавея, выпущенный лейблом Amarillo Records в 1995 году.

## Критика
Музыкальный журналист Грег Пратто из AllMusic отметил, что «перед прослушиванием этого альбома нужно отбросить все предубеждения о Лавее».
Джеймс Льюис в своей книге «Satanism Today: An Encyclopedia of Religion, Folklore, and Popular Culture» заявляет, что «музыкальное мастерство ЛаВея сохранилось как в альбоме, так и в предыдущих песнях 1994 года, которые „впечатляют“, особенно учитывая способности ЛаВея в музыкальной инженерии».

## Трек-лист
| №                   | Название                          | Длительность |
| ------------------- | --------------------------------- | ------------ |
| 1.                  | «Satan Takes a Holiday»           |              |
| 2.                  | «Answer Me»                       |              |
| 3.                  | «The Whirling Dervish»            |              |
| 4.                  | «Chloe, or the Song of the Swamp» |              |
| 5.                  | «Thine Alone»                     |              |
| 6.                  | «Golden Earrings»                 |              |
| 7.                  | «The More I See You»              |              |
| Общая длительность: | Общая длительность:               | 70:57        |

## В массовой культуре
Чемпион мира по фигурному катанию Хавьер Фернандес исполнил короткую программу под песню «Satan Takes a Holiday» в сезоне 2013—2014 годов. В этот период времени вошли XXII зимние Олимпийские игры в Сочи. Программу поставил Дэвид Уилсон.

## Интересные факты
- Первоначально альбом был выпущен лейблом Amarillo Records[англ.] в 1995 году.
- Альбом переиздавался лейблом Reptilian Records в 2002 году.